# HAUS3
HAUS3‏ (HAUS augmin like complex subunit 3) هوَ بروتين يُشَفر بواسطة جين HAUS3 في الإنسان.